# Carlo Monza
Carlo Monza (Milan, 1735 – Milan, 19 décembre 1801) est un compositeur et organiste italien.

## Biographie

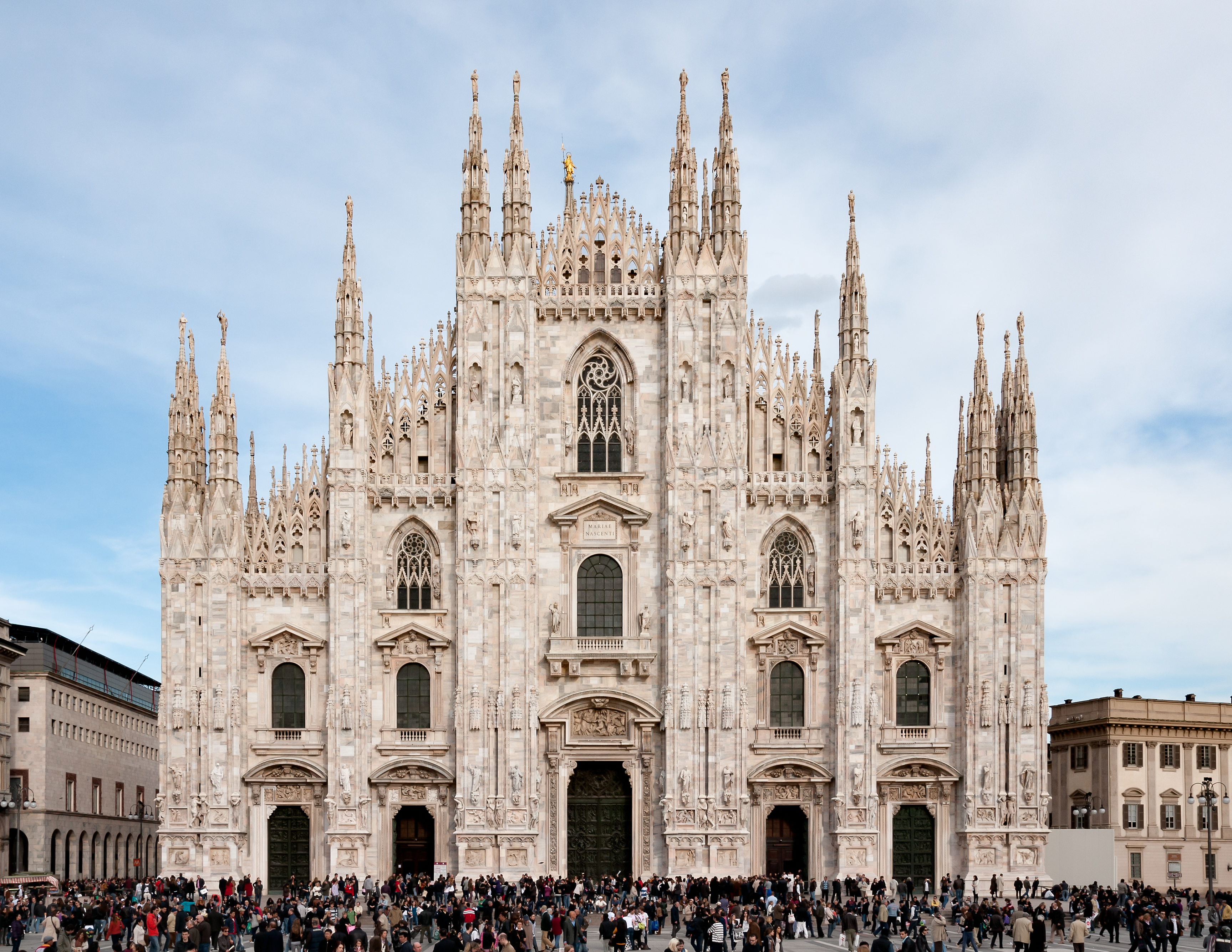
La cathédrale de Milan.

Carlo Ignazio Monza étudie la musique, sous la direction de Giovanni Andrea Fioroni et probablement aussi avec Giovanni Battista Sammartini, auquel il était très attaché. Ce dernier, en 1768, est nommé maître de chapelle de la cour ducale de Milan et, dans le même temps, Carlo Monza lui succède en tant qu'organiste titulaire de la chapelle. Le 22 mai 1771, il est admis comme membre de l’Accademia Filarmonica de Bologne et en 1775, à la mort de Sammartini, il prend la direction de la chapelle ducale de Milan. Le 28 décembre 1787, il travaille également comme professeur à la chapelle de la cathédrale de Milan, pour lequel il avait déjà postulé en 1773 et 1778 et tout en conservant son poste à la cour. En 1785, il abandonne la carrière de compositeur d'opéras qu'il avait commencé en 1758 et qui l'a amené à produire de grands succès, pour se consacrer exclusivement à la composition de musique sacrée. Il quitte la cathédrale pour raison de santé en 1793 et la cour ducale en 1796 lors de l'occupation française.

## Style
Carlo Monza compose un nombre considérable d'œuvres, mais sans dépasser le niveau général des compositeurs de son temps. Il prend part au style d'œuvres franco-italiennes, apparues après le milieu du XVIIIe siècle : en 1766, il met en scène l'Oreste (sur un livret de Mattia Verazi) au Teatro Regio de Turin et en 1784, il présente l'Ifigenia in Tauride (sur un livret de Marco Coltellini) dans sa ville natale. Ces deux drames comprennent divers éléments typiques de l'opéra français, comme des scènes complexes, des chœurs, des pantomimes, de la danse, un grand nombre de récitatifs accompagnés et des mélodies plus pathétiques que déclamatoires.
Il est également un prolifique compositeur de musique sacrée, presque toutes conservées, dont plus de 228 œuvres, écrites spécialement pour la cathédrale de Milan. Dans ce contexte se distinguent surtout ses brillants motets pour voix seule et son style contrapuntique, égal en qualité à son professeur Fioroni. Il écrit également plusieurs œuvres instrumentales, dont beaucoup ont été publiés dans les années 1780 à Londres.
En 1770, le musicologue Charles Burney, en voyage à travers l'Italie, a l'occasion d'écouter, à la fois à Milan et à Florence, une de ses messes, la jugeant comme « une œuvre de génie ». En outre, il considère que Monza est le meilleur compositeur d'opéra milanais,,.

## Œuvre

### Opéras

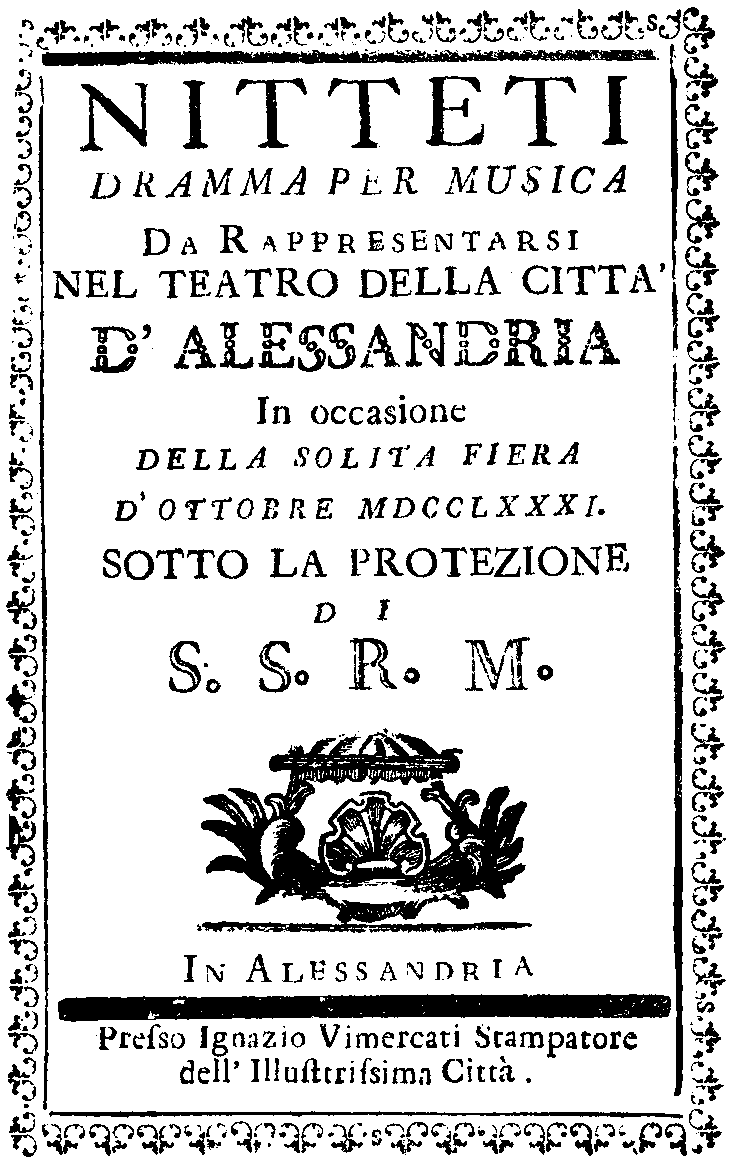
Page de titre du livret de Nitteti.

- Olimpiade (dramma per musica, livret de Pietro Metastasio, 1758, Milan)
- Sesostri, re d'Egitto (dramma per musica, livret de Pietro Pariati, 1759, Milan)
- Achille in Sciro (dramma per musica, livret de Pietro Metastasio, 1764, Milan)
- Temistocle (dramma per musica, livret de Pietro Metastasio, 1766, Milan)
- Oreste (dramma per musica, livret de Mattia Verazi, 1766, Turin)
- Demetrio (dramma per musica, livret de Pietro Metastasio, 1769, Rome)
- Adriano in Siria (dramma per musica, livret de Pietro Metastasio, 1769, Teatro San Carlo de Naples)
- Germanico in Germania (dramma per musica, livret de Nicola Coluzzi, 1770, Rome)
- Il finto cavalier parigino (intermezzi per musica, 1770, Rome ; ripreso anche come il Cavalier parigino, 1777, Milan)
- Nitteti (dramma per musica, livret de Pietro Metastasio, 1771, Milan)
- Ariosto e Temira (dramma per musica, livret de L. V. Savioli, 1771, Bologne)
- Antigono (dramma per musica, livret de Pietro Metastasio, 1772, Rome)
- Alessandro nell'Indie (dramma per musica, livret de Pietro Metastasio, 1775, Milan)
- Cleopatra (dramma per musica, livret de Cesare Olivieri, 1775, Teatro Regio di Torino sous la direction de Gaetano Pugnani avec Giuseppe Aprile)
- Demofoonte (dramma per musica, livret de Pietro Metastasio, 1776, Alessandria)
- Caio Mario (dramma per musica, livret de Gaetano Roccaforte, 1777, Venise)
- Attilio Regolo (dramma per musica, livret de Pietro Metastasio ; jamais représenté, écrit pour être mis en scène à Munich, lors du carnaval de 1777-1778)
- Ifigenia in Tauride (dramma per musica, livret de Marco Coltellini, 1784, Milan)
- Enea in Cartagine (dramma per musica, livret de Giuseppe Maria D'Orengo, 1784, Alessandria)
- Erifile (dramma per musica, livret de Giovanni De Gamerra, 1785, Teatro Regio de Torin, sous la direction de Pugnani avec Giacomo David)

### Musique sacrée
- 13 messes
- 30 Gloiria
- 10 Credo
- 8 Credo, Sanctus et Benedictus
- Sanctus et Benedictus
- 4 introits
- 3 graduelle
- 18 offertoires
- 14 antiennes
- 39 hymnes
- 2 post-cantiques
- 39 psaumes
- 17 Ecce nunc
- 11 Magnificat
- 11 Magnificat et Pater noster
- 11 Pater noster
- 20 motets pour 1 voix
- 21 motets pour 2 voix
- 5 motets pour 3 à 8 voix
- Litanie
- 3 Lucernario
- Pange lingua

### Musique instrumentale

#### Orchestre
- 5 ouverture en ré majeur
- 1 ouverture en si majeur
- 4 symphonies en ré majeur.
- Autres symphonies

#### Musique de chambre
- 6 trios pour cordes, op. 1
- 6 quatuors à cordes, op. 2
- 6 sonates pour clavecin et violon accompagné, op. 3
- 7 nocturnes pour trio à cordes
- Sonate pour flûte, 2 violons, 2 cors et basse en ut majeur
- 2 sonates pour clavecin et basse en ut majeur et sol majeur
- Autres œuvres instrumentales de la chambre

#### Claviers
- Diverses sonates pour clavecin
- Diverses sonates pour orgue
- Pastorale pour orgue
- 6 variations pour clavecin